# 郑州直隶州
郑州直隶州，為清朝河南省管轄的一個直隸州。當時鄭州直隸州行政級別編制是：「衝，繁，疲，難」。又，清朝中期以後，道逐漸演變成為介於「省」與「府、直隸州、直隸廳」之間的新的行政層級，所以郑州直隶州，也同時隸屬於河南省的開歸陳許鄭道。
郑州，在明朝時候屬於河南省開封府管轄。清朝雍正二年（1724年），升直隸州，轄四縣：滎澤縣、滎陽縣、汜水縣、河陰縣。雍正十二年（1734年），降为散州，复归开封府，光绪末年又升直隶州。
又有朱偓，曾經修纂了《鄭州直隸州志》十二卷，是鄭州歷史上的一本方志。
民國時期，全國實施「廢州改縣」，鄭州被改為河南省的鄭縣。演變到今日，則成為河南省鄭州市。是今日該省最大城市與省會。